# Conops halteratus
Conops halteratus är en tvåvingeart som beskrevs av Chen 1939. Conops halteratus ingår i släktet Conops och familjen stekelflugor. Inga underarter finns listade i Catalogue of Life.